# Pseudicius szechuanensis
Pseudicius szechuanensis là một loài nhện trong họ Salticidae.
Loài này thuộc chi Pseudicius. Pseudicius szechuanensis được Dmitri Viktorovich Logunov miêu tả năm 1995.